# فيبي والر بريدج
فيبي والر بريدج (بالإنجليزية: Phoebe Waller-Bridge)‏ هي ممثلة ومنتجة وكاتبة بريطانية، ولدت في 14 يوليو 1985 بلندن في المملكة المتحدة.
ابتكرت وكتبت ومثلت دور البطولة في القناة الرابعة Crashing 2016 وسلسلة أفلام الكوميديا والدراما Fleabag 2016-2019.
كانت ومازالت المخرجة والمنتجة التنفيذية للموسم الأول والثاني من سلسلة أفلام BBC America المثيرة Killing Eve. 

## أعمال

### أفلام
- (2011) ألبرت نوببس[9]
- (2011) المرأة الحديدية[10]
- (2017) وداعا كريستوفر روبن
- (2018)  قصة من حرب النجوم[11][12]

## وصلات خارجية
- فيبي والر بريدج على موقع IMDb (الإنجليزية)
- فيبي والر بريدج على موقع ميتاكريتيك (الإنجليزية)
- فيبي والر بريدج على موقع روتن توميتوز (الإنجليزية)
- فيبي والر بريدج على موقع مونزينجر (الألمانية)
- فيبي والر بريدج على موقع قاعدة بيانات الأفلام العربية
- فيبي والر بريدج على موقع ألو سيني (الفرنسية)
- فيبي والر بريدج على موقع ميوزك برينز (الإنجليزية)
- فيبي والر بريدج على موقع تيرنر كلاسيك موفيز (الإنجليزية)
- فيبي والر بريدج على موقع أول موفي (الإنجليزية)
- فيبي والر بريدج على موقع قاعدة بيانات الأفلام السويدية (السويدية)